# الإشارات والتنبيهات
الإشارات والتنبيهات، هو أحد أخر كتب ابن سينا، المكتوب باللغة العربية.

## المؤلف
أبو علي الحسين ابن عبد الله ابن الحسن ابن علي ابن سينا البلخي، يعرف باسم ابن سينا، ولد ابن سينا عام 980 ميلادي و370 هجري، من أب من مدينة بلخ وأم قروية، في قرية أفشنة بالقرب من بخارى، عالم وطبيب مسلم، اشتهر بالطب والفلسفة. عرف ابن سينا باسم رئيس الشيوخ وسماه الغربيون بأمير الأطباء وأبو الطب الحديث في العصور الوسطى. ألف ابن سينا ما يزيد عن 250 كتابا، في العلوم المتنوعة في العصور الوسطى بما في ذلك الأطروحات الطويلة والقصيرة أغلبها عن الطب والفلسفة، مثل دانشنامه علائي، هو كتاب للعلوم المخصصة لعلي الدولة.
يعتبر ابن سينا من أول من كتب عن الطب في العالم، اتبع أسلوب ونهج أبقراط وجالينوس. أشهر أعماله كتاب القانون في الطب الذي ظل المرجع الرئيسي في عام الطب لمدة سبعة قرون متوالية، ظل هذا الكتاب هو أعمدة تعليم هذا الفن حتى أواسط القرن السابع عشر في جامعات أوروبا. ابن سينا أول من وصف مرض التهاب السحايا وصفا صحيحا، وصف أيضا أعراض حصى المثانة، وانتبه إلى أثر المعالجة النفسية في الشفاء. اعتبره والده حاكما لمنطقة كيرامايتان، واصل ابن سينا دراسته بعد انتقاله مع عائلته إلى بخارى، كان لابن سينا الكثير من المعلمين، من بينهم طبيب ناطلي أبو منصور قمري وأبو سهيل ماسي. توفي ابن سينا في همدان عام 1037 ميلادي و 427 هجري.
كتب ابن سينا كتاب الإشارات والتنبيهات عندما تعرض لانتقادات من بعض علماء الأدب، لتوضيح مهاراته في اللغة العربية من خلال كتاب فلسفي باسم إشارات. يشار إلي كتاب الإشارات والتنبيهات باعتباره آخر وأعظم تحفه لابن سينا.

## المحتوى
وصف كتاب الإشارات أنه كتاب شامل وناضج لابن سينا. يتكون كتاب الإشارات إلي قسمين، الجزء الأول بالمنطق الذي ينقسم إلي عشر أجزاء فرعية، بينما يدور الجزء الثاني حول الفلسفة التي تنقسم إلي عشرة أجزاء فرعية. يسمى ابن سينا أجزاء المنطق الفرعية باسم النهج أو الأسلوب والفلسفة كجزء من نامات، ثم قسمها إلى أربع مواضيع المنطق والفيزياء والميتافيزيقا والصوفية. عناوين الإشارات مستمدة من غالبية الفصول في كامل العمل.

### عنوان الكتاب
كلمة إشارات تعني العلامات والملاحظات والإشارات والتلميحات، تنبيهات تعني عدة كلمات مثل التحويلات. يشير كتاب الإشارات والتنبيهات إلى آراء ابن سينا الخاصة. عندما يشير إلى التنبيهات، فإنه يظهر أخطاء الفلاسفة الآخرين في موضوع واحد. يشير ابن سينا أحيانا إلى كلمة إشارات بكلمات مثل متابعة وتعليق ختامي ورغبة. كما يشير إلى تنبيها بكلمة مثل الضلال.

## الشخصيات
كتب ابن سينا الكتاب بطريقة يفهمها الفلاسفة فقط، يشير ابن سينا إلى هذا الكتاب انه لا يصلح لغير الفلاسفة وأن أصحاب العقول الحادة هم أيضا لهم الحق في الخوض في هذا الكتاب.

## التعليقات
تمت كتابة العديد من التعليقات والشروح حول هذا الكتاب ومن أشهرها ما كتبه نصير الدين الطوسي وفخر الدين الرازي وشرح وتحقيق حسن حسن زاده آملي.

## الترجمات
تمت ترجمة هذا الكتاب إلى الفارسية والإنجليزية ولغات أخرى. ترجم شمس عناتي وكيفن براون بعض أجزاء الكتاب إلى اللغة الإنجليزية.

## وصلات خارجية
- ابن سينا
- صفحة كتاب الإشارات والتنبيهات- على موقع جود ريدز.